# Metateze (lingvistika)
V lingvistice se jako metateze označuje vzájemná změna polohy hlásek. Výraz pochází z řeckého meta- („změna“) + thesis („umístění“).
Z různých důvodů (velmi často ale pro usnadnění výslovnosti v nějakém jazyku) během vývoje jazyka dojde v různých případech k přehození hlásek, ba i slabik.
Jedná se například o následující příklady: marmor → mramor, mhla → mlha, melko → mléko, korl → krol (→ král),[zdroj?], v cizích jazycích např. brahma → bramha. V řadě jazyků, byť i příbuzných, ale například i sobě vzdálenějších lze najít slova, která si na první pohled nejsou podobná, ale zatímco v jednom jazyce prošla metatezí, v druhém ne (česká mlha versus slovenská hmla a polská mgła). Dalším příkladem může být francouzský fromage a italský formaggio (sýr, obojí z latinského formaticus – doslova „utvořený ve formě”).